# Омелян, Владимир Владимирович
Владимир Владимирович Омелян (укр. Володимир Володимирович Омелян, 30 января 1979, Львов, Украинская ССР, СССР) — украинский дипломат и политик, министр инфраструктуры Украины с 15 апреля 2016 по 29 августа 2019 года.

## Образование
В 2000 году окончил Львовский Национальный университет им. И. Франко, а в 2001 году — Национальный университет «Львовская политехника».

## Карьера
С 2000 года — специалист второй категории отдела НАТО и ВЭД управления евроатлантической интеграции Министерства иностранных дел Украины. В 2001 году — атташе отдела НАТО и европейской безопасности управления евроатлантического сотрудничества департамента по вопросам политики и безопасности МИД Украины. В 2001—2002 годах — атташе группы планирования, координации и контроля кабинета министра иностранных дел. В 2002—2004 годах — третий секретарь постоянного представительства Украины при международных организациях в Вене, МИД. В 2004—2006 годах — второй секретарь постоянного представительства Украины при международных организациях в Вене, МИД.
2006—2007 годы — заместитель директора департамента обеспечения работы министра экономики Украины (патронатная служба).
2007—2008 годы — первый секретарь аналитического отдела департамента секретариата министра иностранных дел.
2008—2009 годы — начальник управления организации работы министра охраны окружающей природной среды Украины. 2009—2010 годы — директор департамента секретариата министра охраны окружающей природной среды Украины (патронатная служба).
2010—2011 годы — советник отдела обработки документации и контроля департамента секретариата министра иностранных дел Украины. В 2011 году был советником аналитически-имиджевого отдела департамента секретариата министра иностранных дел Украины, затем советником и и.о. начальника отдела Российской Федерации первого территориального департамента МИД. 2011—2012 годы — начальник отдела РФ управления Российской Федерации первого территориального департамента МИД Украины, затем замдиректора первого территориального департамента МИД Украины — начальник управления РФ этого департамента.
2012—2014 годы — заместитель директора департамента обеспечения деятельности министра финансов Украины (патронатная служба).
С марта 2014 года — руководитель службы министра Кабинета министров Украины. В декабре распоряжением правительства назначен на должность заместителя министра инфраструктуры Украины (Андрея Пивоварского). Министр инфраструктуры с 15 апреля 2016 года.
В ходе президентских выборов 2019 года поддержал действующего главу государства Петра Порошенко.

### Участие в войне
24 февраля 2022 года присоединился к Вооружённым Силам Украины как доброволец.
24 августа 2024 года Омелян на фронте получил ранение, перебита кость, более 10 осколков в теле.

## Уголовные производства
13 сентября 2018 года министру Омеляну В.В. детективами НАБУ сообщено о подозрении в незаконном обогащении и недекларировании доходов на сумму 1,415 миллиона гривен. 19 сентября 2018 года Соломенский районный суд Киева частично удовлетворил ходатайство прокурора об аресте имущества министра инфраструктуры Украины Владимира Омеляна.
19 июня 2020 года детективы Национального антикоррупционного бюро Украины сообщили Владимиру Омеляну о подозрении в совершении незаконных действий, из-за которых государственный бюджет недополучил 30,5 миллионов гривен.

## Семья
Женат вторым браком. Жена — Светлана Бевза, дизайнер украинской марки женской одежды «Bevza». У пары есть сын и дочь, которые родились в США и являются гражданами США. Также есть сын от первого брака.